# Gemerská Poloma
Gemerská Poloma este o comună slovacă, aflată în districtul Rožňava din regiunea Košice. Localitatea se află la altitudinea de 327 m deasupra n.m., se întinde pe o suprafață de 57,63 km2 și în 2017 număra 1.987 de locuitori.

## Istoric
Localitatea Gemerská Poloma este atestată documentar din 1282.

## Demografie
| An:                | 1994 | 2004   | 2014   | 2024   |
| ------------------ | ---- | ------ | ------ | ------ |
| Număr de persoane: | 1963 | 2023   | 2044   | 1885   |
| Diferență:         |      | +3,05% | +1,03% | −7,77% |

| An:                | 2023 | 2024   |
| ------------------ | ---- | ------ |
| Număr de persoane: | 1894 | 1885   |
| Diferență:         |      | −0,47% |